# Plastophora brevicornis
Plastophora brevicornis är en tvåvingeart som först beskrevs av Schmitz 1938.  Plastophora brevicornis ingår i släktet Plastophora och familjen puckelflugor. Inga underarter finns listade i Catalogue of Life.